# 生田ひかる
生田 ひかる（いくた ひかる、1月31日 - ）は、日本の女性声優。鹿児島県出身。以前は賢プロダクションに所属していた。

## 略歴
スクールデュオ18期生。2018年4月より賢プロダクション所属。

## 人物
特技は鹿児島弁、陸上競技（走幅跳）、重量挙げ。趣味はランニング、アイドル鑑賞、バイク、ポイ活。

## 出演
太字はメインキャラクター。

### テレビアニメ
2018年
- 色づく世界の明日から（クラスメイト、女子生徒）

2019年
- キラキラハッピー★ ひらけ!ここたま（悠太）
- イナズマイレブン オリオンの刻印（ディアナ・スコラ）
- PSYCHO-PASS サイコパス 3（アナウンス）

2020年
- カードファイト!! ヴァンガード（オペレーターA、スタッフ）
- 映像研には手を出すな!（生徒）
- ポチっと発明 ピカちんキット（下級生A）
- パズドラ（子供）
- GO!GO!アトム
- エタニティ 〜深夜の濡恋ちゃんねる♡〜（関崎凛、長谷川碧） - 通常版

2021年
- ふしぎ駄菓子屋 銭天堂（2021年 - 2023年、同級生、若葉、通行人、金色の招き猫、星崎恵子 他）
- RE-MAIN（通行人）
- 不滅のあなたへ
- サザエさん（2021年 - 2022年）

2022年
- 名探偵コナン 本庁の刑事恋物語〜結婚前夜〜（女性店員）
- メイドインアビス 烈日の黄金郷
- Extreme Hearts（選手A）
- 異世界薬局（侍女A）

2023年
- 吸血鬼すぐ死ぬ2（子供サテツ）
- スキップとローファー（千原）

### 劇場アニメ
- 天気の子（2019年）
- フラ・フラダンス（2021年）
- 映画 デリシャスパーティ♡プリキュア 夢みる♡お子さまランチ!（2022年、子ども）

### Webアニメ
- 薄明の翼（2020年、女子高生）
- 日本沈没2020（2020年、B子）
- TIGER & BUNNY 2（2022年、女性キャスター）

### ゲーム
2010年代
- プリンセスコネクト!Re:Dive（2018年）
- 8 beat Story♪（2018年、部員）
- グランドサマナーズ（2019年、ヴァ―ミリア）
- ドラゴンクエストXI 過ぎ去りし時を求めて（2019年、ももんじゃ）
- 日刊新耳袋（2019年）
- G58（2019年、アニース）

2020年代
- SHOW BY ROCK!! Fes A Live（2020年）
- 明治活劇 ハイカラ流星組 -成敗しませう、世直し稼業-（2020年、女将、白鳥飛鳥 他）
- ガールフレンド（仮）（2020年、畑山政子〈2代目〉）
- IDOLY PRIDE（2021年、ダンスコーチB）

### ドラマCD
- 午前0時、キスしに来てよ（2018年、女子生徒）

### 吹き替え

#### 映画
- アガサ・クリスティー ねじれた家（ソフィア・レオニデス〈ステファニー・マティーニ〉[6]）
- 悪魔はいつもそこに（シャーロット・ラッセル〈ヘイリー・ベネット〉）
- アンホーリー 忌まわしき聖地
- インスタント・ファミリー 〜本当の家族見つけました〜（ブレンダ・フェルナンデス〈イヴ・ハーロウ（英語版）〉）
- エアポート'75（ヘレン・パトローニ〈スーザン・クラーク〉）※Blu-ray追加収録部分
- スリープオーバー -夜の大冒険-（クランシー〈セイディ・スタンリー〉）
- トムとジェリー（行こう女性[7]）
- ピアッシング（モナ〈ライア・コスタ（英語版）〉）
- Be With You 〜いま、会いにゆきます（朝鮮語版）（ヒョンジョン）
- ホーム・アローン2（女教師）※BS版

#### ドラマ
- アフェア5 情事の行方 最終章（大人アリソン）
- クイーン・オブ・ザ・サウス 〜女王への階段〜 シーズン4
- サイコだけど大丈夫
- JAILERS / ジェイラーズ（母親）
- ジャック・リーチャー -正義のアウトロー-（ロスコー）
- ドリー・パートンのハートフル・ソング（キャリー、幼いハーパー、イルマ）
- ハイタウン（クリスタ）
- HAWAII FIVE-0 シーズン10
- ビビ&ティナ 〜魔法におまかせ!〜（ズザンネ）
- 病院船〜ずっと君のそばに〜（ユ・アリム〈ミナ〉）
- 弁護士ビリー・マクブライド シーズン3（グロリア）
- マリブ・レスキューチーム: ザ・シリーズ（英語版）（母親）
- モダン・ラブ 〜今日もNYの街角で〜

#### アニメ
- 時光代理人 -LINK CLICK-（同僚）

### モーションコミック
- 推しが我が家にやってきた!
- 怨霊奥様
- タイムスリップオタガール（ナレーション 他）
- つばめティップオフ!（鐘田ユキコ）

### ボイスオーバー
- 移民国家は語る（リンダ・サルスール）
- We Love Cats! 〜猫と人間の幸せな関係〜
- 結婚式なんてこわくない!（ブリー）
- 世界イマキュン☆アカデミー
- バーダーズ 〜渡り鳥に魅せられて（メリ）
- 5ファースト・デート（アン）
- 猛獣を追え:You vs.Wild 究極のサバイバル術 映画版
- ワールド極限ミステリー

### ナレーション
- ENEOS 新事業ビジョンムービー
- 埼玉県信用金庫・店内アナウンス
- 電話占いピュアリ YouTube漫画広告
- ファインディ・PR動画
- めちゃコミックWeb CM「オジサマが可愛く見えたので。」

### 朗読
- 朗読公演「温故知新vol.1」（2019年4月21日、bura）
- ゲキジョウ！「流星RYDERS ～文豪朗読～」（2019年12月7日・8日、nakano f）[8]

### PV
- KADOKAWA「ゴゴゴゴーゴーゴースト」コミックスPV（2022年、明智ウシロ[9]）